# Telefe
Telefe (acrónimo de Televisión Federal, pronunciado /telefé/) es una cadena de televisión abierta argentina perteneciente al conglomerado Paramount Skydance Corporation, que transmite desde la localidad de Martínez, provincia de Buenos Aires. Forma parte de los siete canales de aire nacionales del país. Es el canal de mayor audiencia en Argentina y su principal competidor es Canal 13. 
Inició sus transmisiones el 5 de marzo de 1990, casi dos meses después de que fuera adjudicada la licencia del Canal 11 de Buenos Aires. Telefe posee una red de emisoras propias que retransmiten la programación del Canal 11 de Buenos Aires a ciertas ciudades del país, las cuales además poseen programación local. Aparte, la cadena posee un conjunto de estaciones afiliadas propiedad de empresas independientes que retransmiten parte de la programación del Canal 11 bajo contrato. Tanto las emisoras propias como las estaciones afiliadas reciben la programación de Telefe mediante una señal especial distribuida por satélite a nivel nacional; esta, inclusive, se encuentra disponible directamente al consumidor a través de varias operadoras de televisión de pago en Argentina.
A su vez, Telefe cuenta con una señal internacional, Telefe Internacional, disponible en muchas proveedoras de televisión de pago en Latinoamérica, Estados Unidos y Europa. Este canal retransmite la mayor parte de la programación emitida en directo desde Canal 11 de Buenos Aires y reemplaza las producciones extranjeras como películas y series estadounidenses por producciones argentinas debido a los derechos de emisión fuera del país.

## Historia

### Creación
Televisión Federal S.A. fue creado en 1989 con el objetivo de participar en las licitaciones para operar un canal de televisión en la ciudad de Buenos Aires. El 21 de septiembre de 1989, el presidente Carlos Menem (dos meses después de asumir) había decidido reprivatizar los Canales 11 y 13 de Buenos Aires. El entonces secretario de Prensa durante la presidencia Jorge Rachid denunció que el fiscal Germán Moldes le ofreció más de 1,3 millones de dólares en coimas para que Canal 11 fuera privatizado en favor de Franco Macri y el entonces empresario Silvio Berlusconi. Además, sostuvo que el fiscal era el operador judicial de José Luis Manzano, otro empresario de medios.
La empresa tuvo en esos momentos como principales accionistas a Televisoras Provinciales S.A. (integrada por Dicor Difusión Córdoba S.A. -Canal 8 de Córdoba-, Radiodifusora de Rosario Rader S.A. -Canal 5 de Rosario-, Neuquén TV S.A. -Canal 7 de Neuquén-, Radio Visión Jujuy S.A. -Canal 7 de San Salvador de Jujuy-, Emisora Arenales de Radiodifusión S.A. -Canal 8 de Mar del Plata-, Televisora Tucumana Color S.A. -Canal 8 de San Miguel de Tucumán-, Telenueva S.A. -Canal 9 de Bahía Blanca-, Cuyo Televisión S.A. -Canal 9 de Mendoza-, Compañía de Radio y Televisión del Noroeste S.A. -Canal 11 de Salta-, Televisora Santafesina S.A. -Canal 13 de Santa Fe-) en un 30% y a Editorial Atlántida (a través de Enfisur) en un 14%. Los otros accionistas de la empresa fueron Avelino Porto (rector de la Universidad de Belgrano y ex Ministro de Salud de Argentina entre 1991 y 1992), la familia Soldatti y Luis Zanón.
La licitación del Canal 11 fue ganada por la empresa Arte Radiotelevisivo Argentino (Artear), propiedad del Grupo Clarín. Sin embargo, debido a que también había obtenido la licencia de Canal 13, tenía que optar por uno de ellos y decidió quedarse con este último y por lo tanto, el 11 terminó en manos de Televisión Federal. La licencia se hizo efectiva el 15 de enero de 1990, adoptando la emisora el nombre Telefe el 5 de marzo de 1990.
El diario Ámbito Financiero cuestionó ambas operaciones, sosteniendo que se trató de actos de corrupción para beneficiar al Grupo Clarín:

¡Lamentable!… Se trata de una adjudicación directa eliminando a los tres oferentes para dejar solo a Clarín…El ala política del gobierno, encerrada entre funcionarios inescrupulosos o inhábiles, termina arrojando cada acto de privatización, que tiene el apoyo de los sectores progresistas de la comunicación, en un círculo de inmoralidades, privilegios y violaciones de la ley.
Ámbito Financiero, 26 de diciembre de 1989.

### Década de 1990: Los Inicios
En 1990 se creó Productora Federal S.A. conocida como Produfe proveedora de contenidos de la emisora.
A partir del 10 de marzo de 1991, la señal comenzó a transmitir el Campeonato Mundial de Fórmula 1 desde los circuitos en el horario diferido de las 11:00 para toda la República Argentina, con un equipo formado inicialmente por Fernando Tornello y el ingeniero Ernesto Hugo Sifredi. Más adelante, se sumaron Felipe McGough y el periodista brasileño Wagner Gonzalez. A partir de la temporada 1997, las transmisiones de la Fórmula 1 comenzaron a realizarse en vivo, ya que en esa época la cadena ESPN tenía los derechos exclusivos de transmisión en directo por televisión y radio a más de 200 países incluyendo: Estados Unidos, Canadá, Brasil, América Latina, Europa, África, Asia y Oceanía. En el año 2000, el canal de TV paga Panamerican Sports Network (PSN) obtuvo los derechos para toda Latinoamérica.
Durante la década de 1990, generó programas de entretenimiento como Videomatch, Ritmo de la Noche, Hola Susana (hoy Susana Giménez), Jugate conmigo, Ta Te Show, Nico y Sábado Bus, las telenovelas Celeste, Déjate querer, Cara bonita, Perla Negra, Chiquititas, Cebollitas, Verano del 98 y Muñeca Brava, el unitario Atreverse, y las comedias ¡Grande, Pa!, Amigos son los amigos, Brigada Cola, La Piñata, La familia Benvenuto, La Estación de Landriscina, Mi cuñado, Un Hermano es un Hermano, Naranja y 1/2 y El Nieto de Don Mateo.
El 18 de septiembre de 1992 a las 9 de la mañana, un incendio iniciado en el subsuelo del edificio, se extendió a diferentes partes del canal. En ese día trabajaron 80 dotaciones de bomberos, que permitieron evitar de que la emisora saliera del aire. El incendio, afectó a varios decorados y escenografías de programas del canal, entre ellos, las de Videomatch y Hola Susana, entre otros. Ese día, las trasmisiones de Telefe debieron realizarse en estudios alquilados por la emisora, siendo el primer programa en salir al aire tras este siniestro, Siglo XX Cambalache.
Otro de los grandes sucesos que surgieron en esta década fue la emisión de la serie animada estadounidense Los Simpson, que llegaría a ser un símbolo del canal desde 1992.
En abril de 1998, se dio a conocer que Televisoras Provinciales vendió su participación en Televisión Federal a Atlántida Comunicaciones y que 7 de las 10 empresas que lo conformaban aceptaron la oferta presentada por AtCo para quedarse con sus respectivas licencias. (siendo la transacción de esta última completada en septiembre de ese año, pasando todos los canales adquiridos a formar parte del Grupo Telefe). Los dueños de los canales 7 de Jujuy, 8 de Tucumán y 9 de Mendoza no aceptaron la oferta de adquisición hecha por Atlántida por sus licencias.
El 30 de noviembre de 1999, Constancio Vigil, director general de Atlántida Comunicaciones, dio a conocer que el Grupo Telefónica (que tenía el 30% de la empresa) iba a comprar el 100% de las acciones del Grupo Telefe, sus 9 canales y las radios Continental y FM Hit por aproximadamente US$ 530 millones. Dicha transacción fue aprobada por la Secretaría de Defensa de la Competencia y del Consumidor el 19 de abril de 2000. La compra de ambos canales por parte de Telefónica fueron completadas el 19 de mayo del mismo año.

### Década de 2000
En marzo de 2000, se anunció que Telefe (dos meses antes de que Telefónica asumiera las operaciones del grupo) adquirió el Canal 8 de Tucumán, que en esos momentos pertenecía a Alberto Llaryora.
En 2001, el canal adquiere los derechos del reality show Gran hermano, realizándose 7 ediciones hasta el 2012. En 2003, se emitió el primer programa de Operación Triunfo. Durante los años 2004 y 2005, en una coproducción de Telefe Contenidos y Sony, realizó adaptaciones locales de las sitcoms estadounidenses La niñera, ¿Quién es el jefe?, Casados con hijos y Hechizada. Produjo también material íntegramente local, como Amor mío.
A comienzos de 2005 se produce el alejamiento de su principal figura Marcelo Tinelli a raíz de un conflicto con el Gerente de Programación del canal, Claudio Villarruel. Debido a esto Tinelli muda todos los contenidos de su productora Ideas del Sur a Canal 9, que pasó a ser el principal competidor de Telefe. Pero en septiembre de ese mismo año, Tinelli firmó una importante alianza con Adrián Suar (Gerente de Programación de El Trece), haciendo que todos sus productos pasaran a emitirse en dicho canal en 2006. Este suceso provocó que Mario Pergolini, el principal rival de Marcelo, mudara todos los programas de su productora Cuatro Cabezas (entre otros Caiga quien caiga, Algo habrán hecho y La liga) a Telefe, que pasaron a emitirse en dicho canal en 2006.
En la primera mitad de la década (2000-2004) los programas más destacados que emitió Telefe fueron: Videomatch, Buenos Vecinos, Tiempo final, Poné a Francella, Provócame, Yago, pasión morena, EnAmorArte, Kachorra, Resistiré, Los simuladores, Trato Hecho, Costumbres argentinas, Los Roldán, Panadería los Felipe,Disputas, Mosca & Smith e Historias de sexo de gente común. En la segunda mitad de la década (2005-2009) se destacaron programas como Conflictos en red, El último pasajero, Casados con hijos, Amor en custodia, Montecristo, Casi ángeles, Don Juan y su bella dama, Vidas robadas, Los exitosos Pells, El muro infernal, Justo A Tiempo y Talento argentino, entre otros.
Susana Giménez con su programa se mantuvo como la principal figura del canal durante esta década. Tan sólo estuvo ausente en 2006, cuando decidió tomarse un año sábatico.

### Década de 2010

#### 2010 y 2011
En diciembre de 2009, Telefe rescindió los contratos de Claudio Villarruel y Bernarda Llorente, quienes estaban a cargo de la Dirección Artística y de Programación del canal durante 10 años, manteniendo el liderazgo de manera ininterrumpida. La sucesora de dicha programación fue la Sra. Marisa Badía. Luego de varias polémicas, Marisa renunció en febrero de 2011 y su lugar fue ocupado por Tomás Yankelevich. Durante los años 2010 y 2011, el canal perdió su liderazgo en cuanto a la audiencia, cosa que no ocurría desde 1990.

#### 2012
En 2012, Tomas Yankelevich es nombrado Director de Contenidos Globales y en mayo de ese mismo año, Darío Turovelzky se incorpora a su equipo como el nuevo Gerente de Programación y logran revertir inmediatamente los resultados. Con productos como Dulce amor, Graduados, La dueña, los reality Perdidos en la Tribu, Gran Hermano 2012 (que arrancó en 2011) y La voz Argentina, ciclos como La pelu, Todo es posible, Gracias por venir, gracias por estar e Historias de corazón y repeticiones como Casados con hijos y Floricienta, la señal se volvió a posicionar como el canal de aire más visto de la televisión argentina con un promedio anual de 11,2 puntos de cuota de pantalla.
En ese mismo año, el día 6 de diciembre, Telefe presentó su plan de adecuación voluntaria con el fin de adecuarse a la Ley de Servicios de Comunicación Audiovisual, donde le propuso a la Autoridad Federal de Servicios de Comunicación Audiovisual vender los canales 7 de Neuquén y 9 de Bahía Blanca. Dicho plan fue aprobado el 16 de diciembre de 2014, dos años después, quedando los dos canales en venta. El 29 de diciembre de 2015, mediante el Decreto 267/2015 (publicado el 4 de enero de 2016), se realizaron cambios a varios artículos de la ley (entre ellos el artículo 45, que indicaba que el licenciatario no podría cubrir con sus medios de comunicación abiertos más del 35% de la población del país); a raíz de la eliminación del porcentaje límite de cobertura nacional, Telefe ya no tendría obligación de vender los dos canales, pudiendo mantener a los 8 canales del interior en su poder. El 2 de febrero de 2016, el Ente Nacional de Comunicaciones (sucesora de la AFSCA) decidió archivar todos los planes de adecuación (incluyendo el de Telefe); como consecuencia de esto, Telefe ya no tiene obligación de vender ninguno de sus canales de televisión.

#### 2013
En 2013, el canal puso en marcha varios proyectos, entre los que se encuentran los unitarios: Qitapenas, Historia Clínica, Aliados y la miniserie Historias de diván; las tiras: Dulce amor en los primeros meses del año, Vecinos en guerra y Taxxi, amores cruzados; los shows: Tu cara me suena, Perdidos en la ciudad, Celebrity Splash, Operación triunfo: la banda y El emprendedor del millón; los ciclos: Historias de corazón, Gracias por venir, gracias por estar, Todos contentos y bastante locos, La pelu, Susana Giménez, Peligro: Sin codificar, Minuto para ganar 3 y repeticiones como: Rebelde Way, Poné a Francella, Amor en custodia y Casados con hijos. Con esta programación, Telefe fue el canal más visto con un promedio de 8.6 puntos de índice de audiencia.

#### 2014
Para el 2014, el canal puso al aire varios programas de distintos formatos, entre ellos se encuentran las tiras Señores papis, Somos familia, Camino al amor y Viudas e hijos del Rock & Roll, la miniserie La celebración, la segunda temporada de la serie Aliados; el programa de entretenimientos La Nave de Marley, el programa Doctores, un show saludable; y Diversión Animal; el reality show MasterChef y el reality Escape perfecto. Además de las novelas extranjeras Avenida Brasil, Insensato corazón; La guerrera y Frágiles. Y la repetición de la sitcom Casados con hijos y el unitario catalán Pulseras Rojas; las nuevas temporadas de Historias de corazón, de los reality show Tu cara me suena y El emprendedor del millón, del programa Peligro: Sin codificar y el regreso de Susana Giménez.

#### 2015
En 2015 Telefe, en su 25° aniversario, inició nuevas temporadas de: MasterChef, Escape perfecto, Tu cara me suena, Peligro: Sin codificar y Los Simpson; asimismo dio comienzo a la versión infantil del MasterChef, MasterChef Junior. Estreno de shows como: Elegidos, El gran bartender, Laten corazones, Morfi, todos a la mesa, ¡Boom! y UPlay, ya nada será igual; el ciclo infantil Los Creadores; series y novelas nacionales: Fronteras, Entre Caníbales, Historia de un clan; también se incluyeron a la programación del canal series y novelas de origen español, brasileño, estadounidense y turco, entre ellas El Príncipe, El Precio del Amor, Secretos, Amores Robados, Rastros de Mentiras, Ezel, Karadayi, La Familia Ingalls y ¿Qué culpa tiene Fatmagül?; y se vuelven a emitir Avenida Brasil y Dulce Amor. Además, en junio de ese año, ZTV es reemplazado por el bloque Discovery Kids en Telefe.
Por motivo de la conmemoración de los 25 años de la señal, se realizó un especial emitido el 7 de abril de 2015 recordando a las figuras que pasaron por el canal y los grandes éxitos que tuvo Telefe. El especial tuvo un promedio de 14.9 puntos de índice de audiencia.

#### 2016: venta a Viacom
En 2016, Telefe continúa estrenando telenovelas extranjeras de Brasil y Turquía como Sila, esclava de amor, Imperio, Amor prohibido, El secreto de Feriha y Moisés y los diez mandamientos, a las que se sumaron latas de origen coreano y español como El tiempo entre costuras, Mirada de ángel y Escalera al Cielo. También se estrenan ficciones locales como La Leona, Educando a Nina, Loco por vos, Por amarte así y la serie web Primera cita. Por otro parte se emitieron programas de entretenimiento y humor y realities tales como: Dueños de la cocina, Morfi Café (spin-off del magazine Morfi, todos a la mesa, que continuó emitiéndose en las mañanas del canal durante todo el año), Caso cerrado (talk show de Telemundo), Polémica en el Bar, La peluquería de Don Mateo, Noti Campi, Pesadilla en la cocina y Gravedad zero. Además volvieron a emitirse Historia de un clan, Niños Robados, La niñera (serie estadounidense) y Casados con hijos. A inicios de ese año, se dio a conocer que Telefe (junto a América TV y El Trece) iban a transmitir de forma exclusiva los partidos de Fútbol para Todos que jugasen Boca Juniors, Independiente, River Plate, Racing Club y San Lorenzo.
En marzo de 2016, se conoció que el conglomerado de medios Turner Broadcasting System (subsidiaria de Time Warner) se encontraba interesado nuevamente en poder adquirir Telefe y sus canales de televisión, con el objetivo de expandir su presencia en este segmento en América Latina, donde desde 2010 controla el broadcaster de Chilevisión, ofertando un aproximado de $400 millones de dólares. Con el aval del gobierno argentino, Telefónica habría llegado a un acuerdo de venta con Turner, en U$D400 millones (pese a que la propia Telefe desmintiera dicha información).
El 27 de marzo, una nota del diario Perfil, reportaba que Telefónica no descartaba en vender Telefe a Turner (o inclusive a The Walt Disney Company, dueña de la estadounidense ABC) con la intención de comprar una operadora de cable. El 8 de junio, una nota de la agencia estadounidense Bloomberg reportó que la intención de la venta es reducir la deuda que tiene Telefónica luego de la fallida venta de la filial británica de su subsidiaria O2 a Hutchison Whampoa por 10.3 mil millones de libras debido a que la Comisión Europea había vetado la transacción. Según el periódico español Expansión, la intención de compra de Telefe por parte de Turner, habría también generado interés de otros grupos en comprar Telefe.
Entre septiembre y principios de octubre de 2016, algunos medios reportaron que se estaba cerrando la venta de Telefe a Time Warner, para que fuera operada por su filial en Latinoamérica Turner Broadcasting System Latin America. Pero a fines del mismo mes se difundió que la operación no se había concretado, y que se estaba negociando su posible venta al grupo estadounidense Viacom (subsidiaria de National Amusements), dueña de MTV, Nickelodeon y Paramount. El 3 de noviembre, se anunció que Viacom habría llegado a un acuerdo para comprar Telefe luego de presentar la oferta más grande. La compra, valuada en US$ 345 millones, se concretó el 15 de noviembre. El ENACOM aprobó la transferencia de Telefe y sus licencias a Viacom el 30 de marzo de 2017.

#### 2017
Durante el año 2017, Telefe estrenó nuevos programas de entretenimientos, humor y realities tales como: ¿En qué mano está?, Cortá por Lozano, Despedida de solteros, Juguemos en el bosque, PH, podemos hablar, Línea de tiempo (emitido entre 2014 y 2015 por la TV Pública), APP: Acercamos Pasado y Presente, Caniggia libre, Hashtag Viajeros, La culpa es de Colón (especial de standup de Comedy Central), Por el mundo y The Wall, construye tu vida. También se estrenan ficciones locales como: Amar después de amar, El regreso de Lucas, Fanny, la fan, Golpe al corazón, La novela de la una, Kally's MashUp, los unitarios La búsqueda de Laura y Un gallo para Esculapio; además de la transmisión de series y novelas extranjeras como El sultán, Mar de amores, Mi ultimo deseo, Elif y Josué y la Tierra Prometida. Además, nuevas temporadas durante el verano de Moisés y los diez mandamientos, Morfi, todos a la mesa y su edición dominical La peña de Morfi, Los Simpson, NotiCampi; y posteriormente también un nuevo año de Peligro: Sin codificar, Dueños de la cocina, Susana Giménez y Caso cerrado, sin censura. También contó con estrenos de series y programas web como Secretarias, Punto Chef, Soy Rada Live Show y Chicas de Viaje.

#### 2018
Para el año 2018, se anunciaron los estrenos de ficciones locales como 100 días para enamorarse, Morir de amor, las series Sandro de América y Rizhoma Hotel, la continuidad de la tira Kally's MashUp y Golpe al corazón, y ; además de la transmisión de series y telenovelas extranjeras como: Una parte de mí, Kara para aşk, Todo por mi hija, Iffet, Justicia y seguieron en emisión El sultán, Mar de amores y Elif. También se estrenaron de nuevos realities tales como: la segunda temporada de La voz argentina, Bake Off, El Gran Pastelero, Primera cita y Familias Frente a Frente, Desafío en la Cocina; programas de entretenimiento y humor como Morfi Kids, Viejos son los trapos, Cortá por Lozano y Pasado de copas. Además se transmitieron las galas de numerosos galardones como los Premios Martín Fierro y los Kids' Choice Awards Argentina. Por su lado, Cortá por Lozano, PH, podemos hablar, los especiales de Susana Giménez, Caso cerrado, sin censura, Hashtag Viajeros, Hacia lo salvaje, La culpa es de Colón, Peligro: Sin codificar, Por el mundo, Morfi, todos a la mesa y su edición dominical La peña de Morfi siguieron en pantalla.
En noviembre, el canal renovó sus gráficas y banners. Además unificó todas las señales del interior. Cambiaron los números que identificaban a cada señal por Telefe y el nombre de la región principal donde trasmite.

#### 2019
En el año 2019, el canal confirmó el estreno de ficciones nacionales como Campanas en la noche, la serie web derivada de esta titulada La otra cara de Rita, Atrapa a un ladrón y Pequeña Victoria, las series web derivada de esta tituladas 24 días con mamá y Según Mica, y la miniserie Inconvivencia; además de seguir con la emisión de Una parte de mí y Elif, anunciaron el estreno de otras ficciones extranjeras como Bajo presión, Huérfanas, Verdades secretas, Lazos de sangre, Mi vida eres tú, Cesür y Ojos sin culpa. Asimismo comunicaron el estreno de distintos programas como el regreso de Minuto para ganar, ¿Quién quiere ser millonario?, El precio justo, el reality El challenge, desafío de estilistas y un programa web llamado Floppy Host, Relatos Criminales y el regreso de Susana Giménez. Además transmitió los Premios Martín Fierro. Y los programas que fueron renovados para otras temporadas fueron Cortá por Lozano, PH, podemos hablar, Caso cerrado, sin censura, La culpa es de Colón, Caniggia libre, Peligro: Sin codificar, Por el mundo, Morfi, todos a la mesa y su edición dominical La peña de Morfi.
Ese año Viacom se fusionó con CBS Corporation para formar ViacomCBS. Telefe pasó a formar parte, por tanto, de la empresa combinada.

### Década de 2020

#### 2020
En el 2020, año en que el canal celebró los 30 años, se confirmó una miniserie argentina y colombiana llamada Los internacionales y siguió con la emisión de ficciones extranjeras como Elif, Cesür, Huérfanas, Lazos de sangre, Acoso, ¿Y tú quién eres?, Jesús, Alas rotas, Fuerza de mujer y Guerra de rosas. Asimismo se estrenaron distintos programas como los regresos de El muro infernal, Bake Off Argentina, los realities culinarios de famosos Divina comida y MasterChef Celebrity Argentina y el magazine Flor de equipo. Debido a la pandemia COVID-19 se estrenó un programa informativo y de entrevistas llamado Juntos podemos lograrlo, Cámaras en acción y los miércoles a la medianoche, un programa llamado Codo a codo. Los programas que fueron renovados para otras temporadas fueron ¿Quién quiere ser millonario?, El precio justo y su programa web llamado Floppy Host. Continuaron en emisión los programas Cortá por Lozano, PH, podemos hablar, Por el mundo en casa y La peña de Morfi. Así mismo estuvieron en pantalla las repeticiones de Los Simpsons, Casados con hijos, Educando a Nina, Avenida Brasil, Floricienta, ¿Qué culpa tiene Fatmagül?, Atreverse y Moisés y los diez mandamientos. Para celebrar sus 30 años, a través del voto del público, se emitieron los primeros capítulos de los programas más votados y exitosos del canal como Muñeca Brava, Amigos son los amigos, Los simuladores, Los Roldán, Amor en custodia, Casi Ángeles, Montecristo, Amor mío, ¡Grande, Pa! y Resistiré.

#### 2021
En el año 2021, el canal confirmó el estreno de ficciones nacionales como Pequeñas Victorias (spin-off de la telenovela Pequeña Victoria), y las series de Monzón y Apache, la vida de Carlos Tévez; además de seguir con la emisión de ficciones extranjeras como Elif, Alas rotas, Fuerza de mujer, Guerra de rosas, Züleyha, İçerde, Doctor milagro, Dulce ambición y Hercai. Así mismo estrenaron distintos programas como el regreso de Minuto para ganar, Trato Hecho, Pasapalabra, la tercera temporada de La Voz Argentina y No es tan tarde. Los programas que fueron renovados para otras temporadas fueron MasterChef Celebrity Argentina, El challenge, desafío de estilistas y Bake Off Argentina. Continuaron en emisión los programas Cortá por Lozano, Flor de equipo, PH, podemos hablar y La peña de Morfi. Así mismo, las repeticiones de Los Simpsons, Casados con hijos, Floricienta, ¿Qué culpa tiene Fatmagül?, Moisés y los diez mandamientos y Josué y la tierra prometida continúan en el canal.

#### 2022
Para el año 2022, se anunciaron los estrenos de ficciones locales como El primero de nosotros e internacionales como Fugitiva, Soñar contigo, Nuestro amor eterno, Génesis y Amor de familia; además de seguir emitiendo Züleyha, Dulce ambición y Hercai. Asimismo se estrenaron distintos programas como Manos arriba, chef!, El último pasajero, A la Barbarossa, Ariel en su salsa, Juego chino, ¿Quién es la máscara? y el regreso del reality show Gran Hermano después de 2 temporadas en la pantalla de América TV. Los programas que fueron renovados para otras temporadas fueron La Voz Argentina, MasterChef Celebrity Argentina, PH, podemos hablar, Pasapalabra, Un pequeño gran viaje y El gran bartender. Continúan en emisión Cortá por Lozano, Flor de equipo, Trato Hecho, No es tan tarde y La peña de Morfi, como así también las repeticiones de Los Simpson, Casados con hijos y Caso cerrado.

#### 2023
Durante el año 2023, Telefe anunció el estreno de telenovelas internacionales como Pantanal, Todo por mi hogar y Eda y Serkan ¿Será que es amor?, mientras que siguieron en emisión Nuestro amor eterno y Amor de familia. Por otra parte, se estrenaron nuevos programas como The Challenge Argentina, Proyecto tierras y el regreso de MasterChef; y aguardan su estreno las nuevas temporadas de Gran Hermano, Got Talent Argentina y Survivor. Los programas que continuaron con nuevas temporadas fueron Pasapalabra, Escape perfecto, Cortá por Lozano, La peña de Morfi, A la Barbarossa y Ariel en su salsa, como así también las repeticiones de Los Simpson y Casados con hijos. En ese mismo año volvería las transmisiones de fútbol siendo la Copa Libertadores 2023.

#### 2024
Durante el año 2024, se anunció el estreno de telenovelas internacionales como Amor a cualquier precio, Melissa y Pasión prohibida, en cuanto a novela local se estrenó Margarita (Originalmente estrenado en Max); además de seguir emitiendo Todo por mi hogar y Traicionada. Por otra parte, se estrenaron nuevos programas como Bake Off Famosos Argentina, Survivor, Expedición Robinson (en simultaneo con Disney+) y el regreso de Susana Gimenez; de nueva cuenta se estrenó la nueva temporada de Gran Hermano, así como las emisiones continuas de Escape perfecto, Cortá por Lozano, La peña de Morfi, A la Barbarossa y Ariel en su salsa. Además de las repeticiones de Los Simpson y Casados con hijos, regresaría después de varios años el programa mexicano El Chavo del 8 (emitido por última vez en Canal 9) en conjunto con la adición de El Chapulín Colorado. También en contenidos deportivos se reforzarían con la Copa Libertadores 2024 y el regreso de las transmisiones de la Selección Argentina después de ser emitidos los juegos por última vez en 2011, trayendo los amistosos, las Eliminatorias para 2026 y la Copa América 2024. Este último tendría como cobertura adicional estrenando la nueva temporada de Por el mundo solamente en ese torneo.

#### 2025
En el año 2025, en conmemoración de los 35 años del canal, se anunció el estreno de Bahar, por otro lado, los dramas Amor a cualquier precio y Pasión prohibida continuarían emitiéndose. En entretenimiento se estrenaría las nuevas temporadas de Pasapalabra, La Voz Argentina (en simultaneo con Max), Por el mundo y La peña de Morfi, además de continuar con los programas Cortá por Lozano, A la Barbarossa y Ariel en su salsa. En cuanto a series seguirían las repeticiones de Los Simpson, El Chavo del 8 y El Chapulín Colorado, además de la repetición de los sketches de Poné a Francella y el estreno de AMIA, la serie. En los contenidos deportivos llegaría otra temporada de la Copa Libertadores 2025, más juegos de la selección argentina tanto Eliminatorias como amistosos (incluyendo el juego entre la selección contra la Sub-20 en beneficio a Bahía Blanca) y como novedad la transmisión de la primera y renovada edición de la Copa Mundial de Clubes de la FIFA 2025, así como su cobertura con el programa El Club del Mundial resumiendo los encuentros.

## Programación
Las producciones en el canal han sido su fuerte en los últimos años, distintas productoras como Underground Producciones y Cris Morena Group han elegido la plataforma del canal para transmitir sus productos y llegar a mercados internacionales. Estas son algunas de las producciones que se han transmitido en las últimas décadas:
1990
| N.º | Producciones            | Tiempo    | Temporadas | Episodios     |
| --- | ----------------------- | --------- | ---------- | ------------- |
| 1   | Amándote II             | 1990      | 1          | 150 capítulos |
| 2   | Amigos son los amigos   | 1990-1992 | 3          | 113 capítulos |
| 3   | Atreverse               | 1990-1992 | 3          | 39 capítulos  |
| 4   | La pensión de la Porota | 1990      | 1          | 53 capítulos  |

1991
| N.º | Producciones         | Tiempo    | Temporadas | Episodios     |
| --- | -------------------- | --------- | ---------- | ------------- |
| 1   | ¡Grande, pa!         | 1991-1994 | 4          | 174 capítulos |
| 2   | El gordo y el flaco  | 1991-1992 | 2          | 125 capítulos |
| 3   | La familia Benvenuto | 1991-1995 | 5          | 200 capítulos |
| 4   | Celeste              | 1991-1992 | 1          | 172 capítulos |

1992
| N.º | Producciones    | Tiempo    | Temporadas | Episodios     |
| --- | --------------- | --------- | ---------- | ------------- |
| 1   | Brigada cola    | 1992-1994 | 3          | 135 capítulos |
| 2   | Amores          | 1992      | 2          | 26 capítulos  |
| 3   | Luces y sombras | 1992      | 1          | 23 capítulos  |
| 4   | Destinos        | 1992      | 1          | 11 capítulos  |

1993
| N.º | Producciones            | Tiempo    | Temporadas | Episodios     |
| --- | ----------------------- | --------- | ---------- | ------------- |
| 1   | Déjate querer           | 1993-1994 | 1          | 200 capítulos |
| 2   | Mi cuñado               | 1993-1996 | 3          | 143 capítulos |
| 3   | Buena Pata              | 1993      | 1          | 88 capítulos  |
| 4   | Celeste siempre Celeste | 1993      | 1          | 180 capítulos |

1994
| N.º | Producciones             | Tiempo    | Temporadas | Episodios     |
| --- | ------------------------ | --------- | ---------- | ------------- |
| 1   | Cara bonita              | 1994-1995 | 1          | 130 capítulos |
| 2   | Quereme                  | 1994      | 1          | 60 capítulos  |
| 3   | Perla negra              | 1994      | 1          | 200 capítulos |
| 4   | Un hermano es un hermano | 1994-1995 | 2          | 115 capítulos |

1995
| N.º | Producciones | Tiempo    | Temporadas | Episodios                     |
| --- | ------------ | --------- | ---------- | ----------------------------- |
| 1   | Chiquititas  | 1995-2001 | 7          | 1216 capítulos + una película |
| 2   | Cybersix     | 1995-1996 | 1          | 21 capítulos                  |
| 3   | ¡Piñata!     | 1995      | 1          | 13 capítulos                  |

1996
| N.º | Producciones                      | Tiempo    | Temporadas | Episodios     |
| --- | --------------------------------- | --------- | ---------- | ------------- |
| 1   | Mi familia es un dibujo           | 1996-1998 | 3          | 85 capítulos  |
| 2   | Zíngara                           | 1996      | 1          | 120 capítulos |
| 3   | Amor sagrado                      | 1996      | 1          | 80 capítulos  |
| 4   | Los especiales de Alejandro Doria | 1996-1998 | 3          | 105 capítulos |

1997
| N.º | Producciones                 | Tiempo    | Temporadas | Episodios     |
| --- | ---------------------------- | --------- | ---------- | ------------- |
| 1   | Cebollitas                   | 1997-1998 | 2          | 458 capítulos |
| 2   | El arcángel                  | 1997      | 1          | 13 capítulos  |
| 3   | Naranja y media              | 1997      | 1          | 210 capítulos |
| 4   | Ojitos verdes                | 1997      | 1          | 55 capítulos  |
| 5   | Casa Blanca                  | 1997      | 1          | 14 capítulos  |
| 6   | El Rafa                      | 1997      | 1          | 26 capítulos  |
| 7   | Mía, solo mía                | 1997      | 1          | 110 capítulos |
| 8   | El signo                     | 1997      | 1          | 5 capítulos   |
| 9   | Milady, la historia continúa | 1997      | 1          | 120 capítulos |

1998
| N.º | Producciones        | Tiempo    | Temporadas | Episodios     |
| --- | ------------------- | --------- | ---------- | ------------- |
| 1   | Verano del 98       | 1998-2000 | 3          | 679 capítulos |
| 2   | Muñeca brava        | 1998-1999 | 1          | 270 capítulos |
| 3   | Fiscales            | 1999      | 1          | 28 capítulos  |
| 4   | Señoras sin Señores | 1998      | 1          |               |

1999
| N.º | Producciones               | Tiempo    | Temporadas | Episodios     |
| --- | -------------------------- | --------- | ---------- | ------------- |
| 1   | Cabecita                   | 1999-2000 | 1          | 199 capítulos |
| 2   | Trillizos, dijo la partera | 1999      | 1          | 83 capítulos  |
| 3   | Buenos vecinos             | 1999-2001 | 2          | 321 capítulos |
| 4   | La mujer del presidente    | 1999      | 1          | 60 capítulos  |

2000
| N.º | Producciones      | Tiempo    | Temporadas | Episodios     |
| --- | ----------------- | --------- | ---------- | ------------- |
| 1   | Luna salvaje      | 2000-2001 | 1          | 151 capítulos |
| 2   | Tiempo final      | 2000-2002 | 3          | 69 capítulos  |
| 3   | Estación de noche | 2000      | 1          | 4 capítulos   |

2001
| N.º | Producciones        | Tiempo    | Temporadas | Episodios     |
| --- | ------------------- | --------- | ---------- | ------------- |
| 1   | EnAmorArte          | 2001      | 1          | 130 capítulos |
| 2   | Provócame           | 2001      | 1          | 130 capítulos |
| 3   | Yago, pasión morena | 2001-2002 | 1          | 164 capítulos |
| 4   | El hacker           | 2001      | 1          | 13 capítulos  |
| 5   | Poné a Francella    | 2001-2002 | 2          | 73 capítulos  |
| 6   | Cuatro amigas       | 2001      | 1          | 12 capítulos  |

2002
| N.º | Producción                    | Tiempo    | Temporadas | Episodios     |
| --- | ----------------------------- | --------- | ---------- | ------------- |
| 1   | Franco Buenaventura, el profe | 2002      | 1          | 175 capítulos |
| 2   | Kachorra                      | 2002      | 1          | 150 capítulos |
| 3   | Máximo corazón                | 2002-2003 | 1          | 139 capítulos |
| 4   | Los simuladores               | 2002-2004 | 2          | 24 capítulos  |
| 5   | Infieles                      | 2002      | 1          | 10 capítulos  |

2003
| N.º | Producción            | Tiempo    | Temporadas | Episodios     |
| --- | --------------------- | --------- | ---------- | ------------- |
| 1   | Resistiré             | 2003      | 1          | 220 capítulos |
| 2   | Costumbres argentinas | 2003-2004 | 1          | 264 capítulos |
| 3   | Tres padres solteros  | 2003      | 1          | 13 capítulos  |
| 4   | Disputas              | 2003      | 1          | 11 capítulos  |
| 5   | Zafando               | 2003      | 1          | 13 capítulos  |

2004
| N.º | Producción                       | Tiempo    | Temporadas    | Episodios     |
| --- | -------------------------------- | --------- | ------------- | ------------- |
| 1   | Culpable de este amor            | 2004      | 1             | 205 capítulos |
| 2   | Los Roldán                       | 2004      | 1 (en Telefe) | 218 capítulos |
| 3   | La niñera                        | 2004-2005 | 2             | 175 capítulos |
| 4   | Panadería "Los Felipe"           | 2004-2005 | 1             | 141 capítulos |
| 5   | Mosca & Smith                    | 2004-2005 | 2             | 16 capítulos  |
| 6   | El deseo                         | 2004      | 1             | 68 capítulos  |
| 7   | Sangre fría                      | 2004      | 1             | 12 capítulos  |
| 8   | Frecuencia 04                    | 2004      | 1             | 120 capítulos |
| 9   | Historias de sexo de gente común | 2004-2005 | 2             | 22 capítulos  |

2005
| N.º | Producción         | Tiempo    | Temporadas | Episodios     |
| --- | ------------------ | --------- | ---------- | ------------- |
| 1   | Casados con hijos  | 2005-2006 | 2          | 212 capítulos |
| 2   | Amor en custodia   | 2005      | 1          | 210 capítulos |
| 3   | Se dice amor       | 2005-2006 | 1          | 260 capítulos |
| 4   | Amor mío           | 2005      | 1          | 160 capítulos |
| 5   | ¿Quién es el jefe? | 2005-2006 | 1          | 61 capítulos  |
| 6   | Ambiciones         | 2005      | 1          | 12 capítulos  |
| 7   | Teikirisi          | 2005      | 1          | 13 capítulos  |
| 8   | Numeral 15         | 2005      | 1          | 8 capítulos   |
| 9   | Conflictos en red  | 2005      | 1          | 13 capítulos  |

2006
| N.º | Producción                                  | Tiempo    | Temporadas | Episodios     |
| --- | ------------------------------------------- | --------- | ---------- | ------------- |
| 1   | La ley del amor                             | 2006-2007 | 1          | 187 capítulos |
| 2   | Montecristo                                 | 2006      | 1          | 144 capítulos |
| 3   | Chiquititas sin fin                         | 2006      | 1          | 150 capítulos |
| 4   | Alma pirata                                 | 2006-2007 | 2          | 138 capítulos |
| 5   | Las aventuras del Doctor Miniatura          | 2006      | 1          | 13 capítulos  |
| 6   | Al límite                                   | 2006      | 1          | 13 capítulos  |
| 7   | Hermanos y detectives                       | 2006      | 1          | 10 capítulos  |
| 8   | Algo habrán hecho por la historia argentina | 2006-2008 | 2          | 12 capítulos  |

2007
| N.º | Producción                  | Tiempo    | Temporadas | Episodios                    |
| --- | --------------------------- | --------- | ---------- | ---------------------------- |
| 1   | Hechizada                   | 2007      | 1          | 33 capítulos                 |
| 2   | Tango del último amor       | 2007      | 1          | 134 capítulos                |
| 3   | El Capo                     | 2007      | 1          | 43 capítulos                 |
| 4   | Casi ángeles                | 2007-2010 | 4          | 579 capítulos + una película |
| 5   | Desapariciones              | 2007      | 1          | 2 capítulos                  |
| 6   | Televisión por la identidad | 2007      | 1          | 3 capítulos                  |

2008
| N.º | Producción               | Tiempo    | Temporadas | Episodios     |
| --- | ------------------------ | --------- | ---------- | ------------- |
| 1   | Don Juan y su bella dama | 2008      | 1          | 242 capítulos |
| 2   | Vidas robadas            | 2008      | 1          | 131 capítulos |
| 3   | Los exitosos Pells       | 2008-2009 | 1          | 134 capítulos |
| 4   | B&B                      | 2008-2009 | 1          | 123 capítulos |
| 5   | Aquí no hay quien viva   | 2008      | 1          | 39 capítulos  |
| 6   | Una de dos               | 2008      | 1          | 47 capítulos  |

2009
| N.º | Producción       | Tiempo    | Temporadas | Episodios     |
| --- | ---------------- | --------- | ---------- | ------------- |
| 1   | Herencia de amor | 2009-2010 | 1          | 272 capítulos |
| 2   | Niní             | 2009-2010 | 1          | 128 capítulos |
| 3   | Botineras        | 2009-2010 | 1          | 142 capítulos |
| 4   | Acompañantes     | 2009      | 1          | 4 capítulos   |

2010
| N.º | Producción                | Tiempo    | Temporadas | Episodios     |
| --- | ------------------------- | --------- | ---------- | ------------- |
| 1   | Sueña conmigo             | 2010-2011 | 1          | 150 capítulos |
| 2   | Secretos de amor          | 2010      | 1          | 68 capítulos  |
| 3   | Caín y Abel               | 2010      | 1          | 49 capítulos  |
| 4   | Lo que el tiempo nos dejó | 2010      | 1          | 6 capítulos   |
| 5   | Todos contra Juan         | 2010      | 1          | 13 capítulos  |

2011
| N.º | Producción           | Tiempo    | Temporadas | Episodios                   |
| --- | -------------------- | --------- | ---------- | --------------------------- |
| 1   | El elegido           | 2011      | 1          | 154 capítulos               |
| 2   | Un año para recordar | 2011      | 1          | 93 capítulos                |
| 3   | Cuando me sonreís    | 2011      | 1          | 78 capítulos                |
| 4   | El hombre de tu vida | 2011-2012 | 2          | 24 capítulos                |
| 5   | Supertorpe           | 2011-2012 | 2          | 52 capítulos + 2 especiales |

2012
| N.º | Producción                  | Tiempo    | Temporadas | Episodios                     |
| --- | --------------------------- | --------- | ---------- | ----------------------------- |
| 1   | Dulce amor                  | 2012-2013 | 1          | 301 capítulos                 |
| 2   | Graduados                   | 2012      | 1          | 178 capítulos                 |
| 3   | Historias de corazón        | 2012-2015 | 4          | 300 capítulos + 10 especiales |
| 4   | Mi amor, mi amor            | 2012-2013 | 1          | 90 capítulos                  |
| 5   | La pelu                     | 2012-2013 | 2          | 500 capítulos + 2 especiales  |
| 6   | La dueña                    | 2012      | 1          | 32 capítulos                  |
| 7   | El donante                  | 2012-2013 | 1          | 13 capítulos                  |
| 8   | Mi problema con las mujeres | 2012      | 1          | 13 capítulos                  |

2013
| N.º | Producción             | Tiempo    | Temporadas | Episodios                 |
| --- | ---------------------- | --------- | ---------- | ------------------------- |
| 1   | Los vecinos en guerra  | 2013-2014 | 1          | 146 capítulos             |
| 2   | Aliados                | 2013-2014 | 2          | 40 capítulos              |
| 3   | Taxxi, amores cruzados | 2013-2014 | 1          | 66 capítulos              |
| 4   | Historia clínica       | 2013      | 1          | 13 capítulos              |
| 5   | Historias de diván     | 2013      | 1          | 26 capítulos              |
| 6   | Qitapenas              | 2013      | 1          | 32 capítulos              |
| 7   | Tu cara me suena       | 2013-2015 | 3          | 54 capítulos + 1 especial |
| 8   | Historias de corazón   | 2013      | 1          | 30 capítulos              |

2014
| N.º | Producción                       | Tiempo    | Temporadas | Episodios     |
| --- | -------------------------------- | --------- | ---------- | ------------- |
| 1   | Somos familia                    | 2014      | 1          | 184 capítulos |
| 2   | Señores papis                    | 2014      | 1          | 184 capítulos |
| 3   | Viudas e hijos del rock and roll | 2014-2015 | 1          | 154 capítulos |
| 4   | Camino al amor                   | 2014      | 1          | 120 capítulos |
| 5   | Los creadores                    | 2014-2016 | 3          | 39 capítulos  |
| 6   | La celebración                   | 2014      | 1          | 13 capítulos  |
| 7   | Aislados                         | 2014      | 1          | 10 capítulos  |

2015
| N.º | Producción          | Tiempo | Temporadas | Episodios    |
| --- | ------------------- | ------ | ---------- | ------------ |
| 1   | Entre caníbales     | 2015   | 1          | 60 capítulos |
| 2   | Fronteras           | 2015   | 1          | 13 capítulos |
| 3   | Historia de un clan | 2015   | 1          | 11 capítulos |

2016
| N.º | Producción                 | Tiempo    | Temporadas | Episodios                 |
| --- | -------------------------- | --------- | ---------- | ------------------------- |
| 1   | Educando a Nina            | 2016      | 1          | 134 capítulos             |
| 2   | La leona                   | 2016      | 1          | 116 capítulos             |
| 3   | Primera cita               | 2016      | 1          | 6 capítulos               |
| 4   | Loco por vos               | 2016-2017 | 2          | 122 capítulos             |
| 5   | Por amarte así             | 2016-2017 | 1          | 60 capítulos              |
| 6   | La peluquería de don Mateo | 2016      | 1          | 13 capítulos + 1 especial |

2017
| N.º | Producción              | Tiempo    | Temporadas | Episodios     |
| --- | ----------------------- | --------- | ---------- | ------------- |
| 1   | Amar después de amar    | 2017      | 1          | 70 capítulos  |
| 2   | El regreso de Lucas     | 2017      | 1          | 61 capítulos  |
| 3   | La búsqueda de Laura    | 2017      | 1          | 18 capítulos  |
| 4   | Secretarias             | 2017      | 1          | 6 capítulos   |
| 5   | Fanny la fan            | 2017      | 1          | 62 capítulos  |
| 6   | Golpe al corazón        | 2017-2018 | 1          | 105 capítulos |
| 7   | Kally's MashUp          | 2017-2019 | 2          | 120 capítulos |
| 8   | Un gallo para Esculapio | 2017-2018 | 2          | 15 capítulos  |

2018
| N.º | Producción               | Tiempo | Temporadas | Episodios     |
| --- | ------------------------ | ------ | ---------- | ------------- |
| 1   | Sandro de América        | 2018   | 1          | 13 capítulos  |
| 2   | 100 días para enamorarse | 2018   | 1          | 125 capítulos |
| 3   | Rizhoma Hotel            | 2018   | 1          | 21 capítulos  |
| 4   | Pasado de copas          | 2018   | 1          | 8 capítulos   |
| 5   | Morir de amor            | 2018   | 1          | 12 capítulos  |

2019
| N.º | Producción           | Tiempo    | Temporadas | Episodios     |
| --- | -------------------- | --------- | ---------- | ------------- |
| 1   | Campanas en la noche | 2019      | 1          | 80 capítulos  |
| 2   | La otra cara de Rita | 2019      | 1          | 21 capítulos  |
| 3   | Club 57              | 2019-2021 | 2          | 120 capítulos |
| 4   | Pequeña Victoria     | 2019      | 1          | 51 capítulos  |
| 5   | Atrapa a un ladrón   | 2019      | 1          | 10 capítulos  |
| 6   | Inconvivencia        | 2019      | 1          | 10 capítulos  |

2020
| N.º | Producción          | Tiempo | Temporadas | Episodios   |
| --- | ------------------- | ------ | ---------- | ----------- |
| 1   | Los internacionales | 2020   | 1          | 8 capítulos |

2021
| N.º | Producción         | Tiempo | Temporadas | Episodios    |
| --- | ------------------ | ------ | ---------- | ------------ |
| 1   | Pequeñas Victorias | 2021   | 1          | 10 capítulos |

2022
| N.º | Producción             | Tiempo | Temporadas | Episodios    |
| --- | ---------------------- | ------ | ---------- | ------------ |
| 1   | El primero de nosotros | 2022   | 1          | 59 capítulos |

## Críticas y controversias

### Programa especial a Emilio Disi
En marzo de 2018, durante el fallecimiento de Emilio Disi a los 75 años, después de conocerse la noticia de su muerte, el canal quería promocionar un especial con los mejores momentos del actor junto a Susana Giménez. Tras las críticas y controversias, el canal no pudo emitirlo.

### Marcelo Corazza, detenido por corrupción de menores
En marzo de 2023, el ganador de la primera edición argentina de Gran Hermano, Marcelo Corazza, fue detenido por la División Trata de Personal de la Policía de la Ciudad de Buenos Aires por estar relacionado con una causa de corrupción de menores. El canal, durante la emisión del 20 de marzo de Telefe Noticias, lanzó un comunicado que la periodista Agustina Casanova leyó:

Marcelo Corazza, empleado de Telefe, fue detenido fruto de una investigación judicial por corrupción de menores. Se colaborará con la Justicia inmediatamente en tanto sea requerido, Telefe ha suspendido preventivamente a Marcelo Corazza tal como la ley lo regula, hasta que la Justicia clarifique esta situación. Esperamos y abogamos por el rápido esclarecimiento de los hechos.

### Denuncia a Jey Mammón por abuso sexual
Pocos días después de la detención de Marcelo Corazza, Juan Martin Rago, conocido como Jey Mammón, fue denunciado por Lucas Benvenuto por un hecho de abuso sexual, a pesar de que Benvenuto había denunciado al conductor en 2020, la causa se cerró en 2021 y Mammón fue sobreseído. Sin embargo, en el programa A la tarde de América TV, Lucas reconoció haber sufrido abuso por "un reconocido conductor de Telefe" que después en sus redes sociales identifico al conductor, el propio conductor lanzó un comunicado atribuyendo que "el episodio en gran parte es falso" y que estaba sufriendo una campaña de difamación. Días después, el canal decidió suspender su continuidad en el  ciclo La peña de Morfi hasta que se aclaren los hechos. El 6 de abril de 2023, Jey Mammón decidió irse a España para "relajar la cabeza y pensar un poco".

## Telefe Noticias
Telefe Noticias es el noticiero de la cadena, consolidado como líder en audiencia de la televisión argentina. Su primera emisión fue el 5 de marzo de 1990 en reemplazo de La noticia como Primera edición y Segunda edición respectivamente, hasta el 30 de julio del mismo año donde pasa a tener su denominación actual, como consecuencia de la privatización y el cambio de nombre de Canal 11 a Telefe. Actualmente, posee cinco ediciones: Tiempo y Tránsito antes de #BuenTelefe (mañana), El noticiero de la gente (mediodía), Telefe noticias a las 20 (noche) y Staff (medianoche).

## Canales afiliados
En la actualidad, Telefe posee 4 canales de televisión propios y 13 canales afiliados que todos juntos cubren de manera primaria 17 ciudades de la Argentina, lo que lo convierte en la cadena privada con mayor cantidad de canales (entre propios y afiliados) del país. La cadena cubre aproximadamente el 95% de los hogares de Argentina entre sus canales propios, afiliados y su señal satelital. Además, la cadena posee otros tres canales afiliados en el vecino país de Uruguay.

## Estudio
Telefe comenzó en el histórico edificio de Canal 11 ubicado en Pavón 2444, barrio de San Cristóbal (ciudad de Buenos Aires). En 2013, Telefe decidió dejar el edificio y mudar sus instalaciones a la localidad de Martínez, ubicada en el partido bonaerense de San Isidro.
En 2014, el edificio fue puesto en venta. A su vez, Telefe decidió reagrupar todas las operaciones del canal en un nuevo edificio en Martínez, ubicado en Avenida Sir Alexander Fleming 1101.

## Servicios relacionados

### Telefe HD
En 2011, el Canal 11 de Buenos Aires lanzó su propia señal en alta definición con transmisiones de prueba por la TDA. En agosto de 2013, la señal es lanzada de manera oficial por la estación.
El 28 de agosto de 2014, el Canal 5 de Rosario (hoy Telefe Rosario) comienza a emitir de manera oficial toda su programación (incluyendo la de Telefe) en HD. De esta manera, Canal 5 se convirtió en el primer canal del Grupo Telefe en el interior en transmitir en full HD.
El 4 de septiembre de 2014, el Canal 8 de Córdoba (hoy Telefe Córdoba) comenzó también a transmitir en alta definición, siendo la primera edición de su noticiero Teleocho Noticias el primer programa en transmitirse en HD.
El 21 de noviembre de 2018, Telefe Santa Fe (anteriormente Canal 13) inició sus emisiones en HD. Un año después, el 11 de junio de 2019, le siguió Telefe Mar del Plata (anteriormente Canal 8) el cual lanzó su propia señal HD por Cablevisión, dentro del canal 610. Para 2021, aún no fue lanzada en la TDA.
El 24 de noviembre de 2020, Telefe Tucumán comienza sus emisiones en alta definición con el especial Somos HD. En ese programa, se confirmó que la próxima estación de la cadena en iniciar emisiones en HD al nivel nacional sería Telefe Bahía Blanca. Esta última comenzó sus emisiones en alta definición el 14 de diciembre de 2021. Tan solo una semana después, el 21 de diciembre, Telefe Neuquén comenzó sus transmisiones también en HD.
Por último, el 17 de noviembre de 2022, Telefe Salta comenzó sus emisiones en HD con la edición especial de noticias dedicada a la novedad del canal salteño Telefe Salta Noticias al Mediodía.

### Telefe Internacional
La señal internacional de Telefe fue lanzada en abril de 1998 en varios países de América Latina. Fue creada con el objetivo de emitir los contenidos propios de Telefe en el resto del mundo, a través de una señal propia de 24 horas. En la actualidad, se emite en más de 80 países.